# Wittes
 Wittes (ndl.: „Witeke“) ist eine französische Gemeinde mit 985 Einwohnern (Stand 1. Januar 2022) im Département Pas-de-Calais in der Region Hauts-de-France. Sie gehört zum Arrondissement Saint-Omer und zum Kanton Aire-sur-la-Lys.
Nachbargemeinden von Wittes sind Blaringhem (ndl.: Blaringem) im Norden, Boëseghem (ndl.: Boezegem) im Osten, Aire-sur-la-Lys (ndl.: Arien aan de Lys) im Süden und Roquetoire (ndl.: Rokesdorn) im Westen. 1821 wurde der Nachbarort Cohem (ndl.: Cogem) eingemeindet.

## Bevölkerungsentwicklung

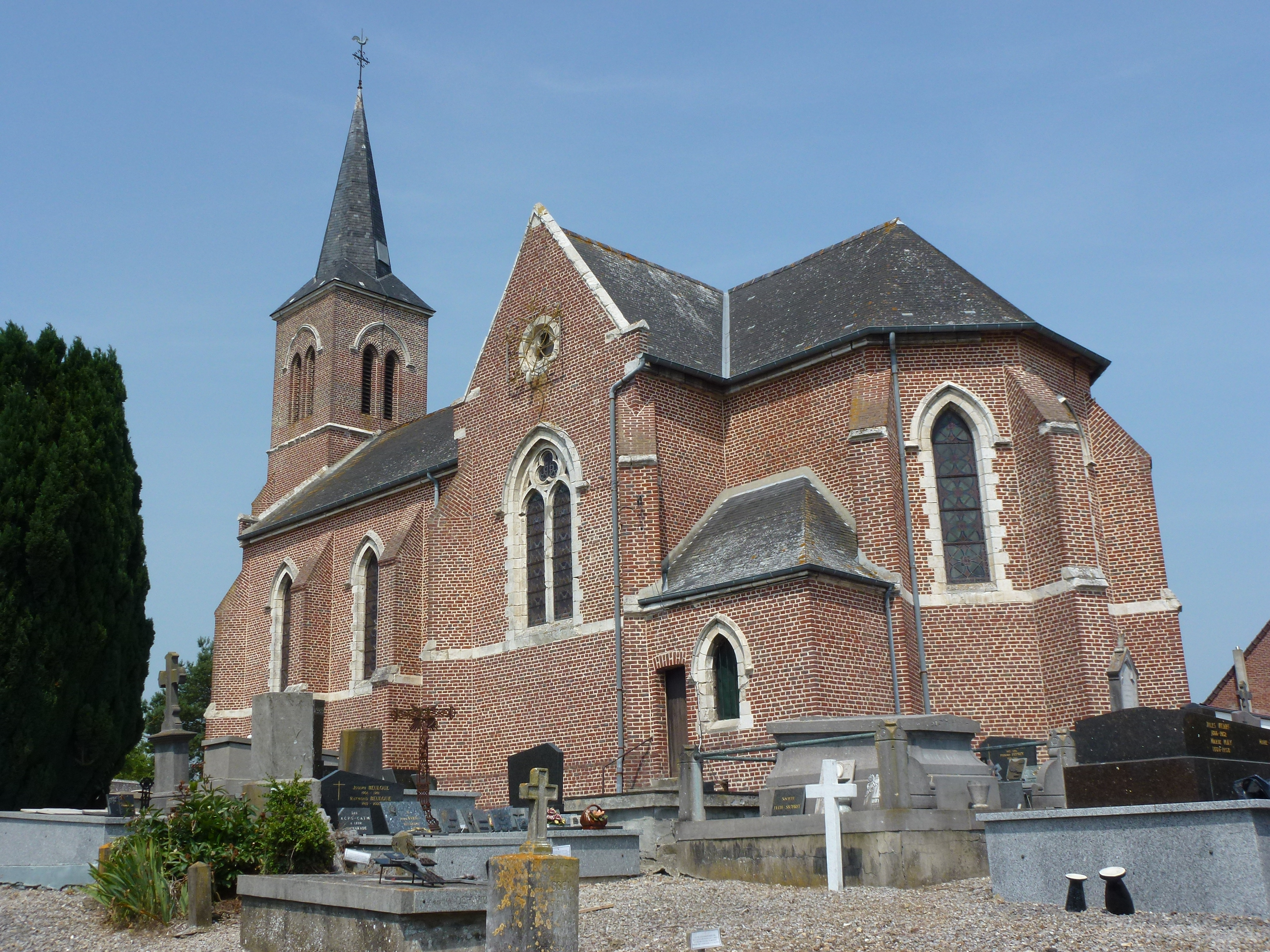
Kirche Saint-Omer

| Jahr      | 1962 | 1968 | 1975 | 1982 | 1990 | 1999 | 2009 |
| Einwohner | 379  | 382  | 389  | 434  | 572  | 687  | 865  |